# Municipio de Magor
El municipio de Magor (en inglés: Magor Township) es un municipio ubicado en el condado de Hancock en el estado estadounidense de Iowa. En el año 2010 tenía una población de 378 habitantes y una densidad poblacional de 4,05 personas por km².

## Geografía
El municipio de Magor se encuentra ubicado en las coordenadas 42°57′5″N 93°54′43″O / 42.95139, -93.91194. Según la Oficina del Censo de los Estados Unidos, el municipio tiene una superficie total de 93.34 km², de la cual 93,34 km² corresponden a tierra firme y (0 %) 0 km² es agua.

## Demografía
Según el censo de 2010, había 378 personas residiendo en el municipio de Magor. La densidad de población era de 4,05 hab./km². De los 378 habitantes, el municipio de Magor estaba compuesto por el 97,62 % blancos, el 0,79 % eran afroamericanos, el 0,26 % eran asiáticos, el 1,06 % eran de otras razas y el 0,26 % eran de una mezcla de razas. Del total de la población el 4,5 % eran hispanos o latinos de cualquier raza.